# كما قال الشاعر (فلم)
كما قال الشاعر هو فيلم وثائقي للمخرج الفلسطيني نصري حجاج، أُنتج عام 2010، ويوثق فيه حياة الشاعر الفلسطيني الراحل محمود درويش. حيث يشير إلى غياب القصيدة الفلسطينية الثائرة بعد رحيله. ولم يكن الفيلم مجرد رثاء لدرويش فحسب، بل كان عرضاً لمجموعة من القضايا الحياتية التي ارتبطت بشعره وبطولاته أيضاً. فقد نظم درويش شعراً لكل شيء، من غصون الزيتون إلى قصص التراث.

## عن الفيلم
يفتتح المخرج فيلمه بموسيقى حزن وصوت أوبيرالي، مع تصوير يعكس وقار الشجر كرمز لشخصية محمود درويش، الذي لم ينل منه الموت بل زاده حضوراً وتأثيراً. حيث يعبر الفيلم عن فلسفة درويش في مقاومة الفناء، ويعرض مشاهد من حياة الفلسطينيين في مخيمات اللجوء، ومعسكرات القتال، والحدائق، والعلم الملطخ بالدماء، وأجواء الفرح والأعياد. ويسرد الصورة الدرامية التوثيقية في مسيرة درويش وشعره الثوري، مظهراً ارتباطه العميق بوطنه. ويبرز وحدة الهم الوطني، مُظهراً تأثير درويش كمبدع على الأجيال، حيث تظل القضية الفلسطينية أكبر من أي فرد. فحاول المخرج من خلاله إبراز صوته، وشعره، ونضاله، وهويته، بعيداً عن تفاصيله الرسمية، معتمداً على شعره وأفكاره.